# Blastothrix ericeri
Blastothrix ericeri är en stekelart som beskrevs av Sugonjaev 1965. Blastothrix ericeri ingår i släktet Blastothrix och familjen sköldlussteklar. Inga underarter finns listade.